# لس آنجلس سیاه
ال.ای. نوآر یا لس‌آنجلس سیاه (به انگلیسی: L.A. Noire) نام یک بازی ویدئویی به سبک اکشن-ماجراجویی، نئو-نوآر و کارآگاهی است که در سال ۲۰۱۱ توسط شرکت استرالیایی تیم بوندی توسعه یافته و بوسیلهٔ راک‌استار گیمز در ۱۷ مه ۲۰۱۱، برای کنسول‌های پلی‌استیشن ۳ و اکس‌باکس ۳۶۰ منتشر شده‌است. نسخه مایکروسافت ویندوز این بازی در ۸ نوامبر ۲۰۱۱ عرضه شد؛ و همچنین راکستار بار دیگر بازی را برای کنسول‌های نینتندو سوئیچ، اکس‌باکس وان و پلی‌استیشن ۴ در تاریخ ۱۴ نوامبر ۲۰۱۷ عرضه کرد. ساخت این بازی از سال ۲۰۰۶ میلادی تا ۲۰۱۱ میلادی به طول انجامید. لس‌آنجلس سیاه در سال ۱۹۴۷ و شهر لس آنجلس رخ می‌دهد و بازیکن را در نقش یک مأمور اداره پلیس لس‌آنجلس به چالش می‌کشد که وظیفه دارد تا تعدادی پرونده را در پنج دسته حل کند. بازیکنان باید محل جرم را برای پیدا کردن سرنخ‌ها جستجو کنند، از مظنونان بازجویی کنند، و به پیگیری پرونده مشغول شوند. موفقیت بازیکن در این فعالیت‌ها روی میزان پیشرفتش در فاش کردن داستان هر پرونده تأثیر می‌گذارد.
بازی چه در زمینه زیبایی‌شناسی و چه در زمینه داستان به‌شدت از فیلم نوآر—فیلم‌هایی که در دهه‌های ۴۰ و ۵۰ میلادی محبوب شدند و سبک دیداری و قالب مشترکی داشتند، از جمله عناصر شک و تردید و جرم و جنایت—بهره می‌گیرد و از پرونده‌های واقعی هم برای ساختن و پرداختن پرونده‌های درون‌بازی استفاده شده‌است، پرونده‌هایی که بر اساس گزارش‌های جنایی در سال ۱۹۴۷ در لس آنجلس طرح‌ریزی شدند. بازی از سبک رنگ‌های متمایزی استفاده می‌کند، اما برای وفاداری به فیلم نوآر شامل ویژگی‌ای برای سیاه‌وسفید کردن بازی است. بسیاری از عناصر داستان بازی به موضوع کلی فیلم‌های کارآگاهی و گانگستری مانند از درون گذشته، شهر عریان، جنگل آسفالت، بوی خوش موفقیت، محله چینی‌ها، تسخیرناپذیران، محرمانه لس آنجلس، کوکب سیاه و کوکب آبی اشاره دارد.
لس آنجلس سیاه به ‎دلیل استفاده از فناوری جدید تجزیه و تحلیل عمیق اسکن‌حرکت جلب‌توجه زیادی کرد، در این فناوری بازیگری که نقش شخصیت بازی را اجرا می‌کند، توسط ۳۲ دوربین احاطه می‌شود تا حالات چهره‌اش از هر زاویه‌ای ضبط شوند. این فناوری برای ساز و کار بازجویی بازی ضروری بود، چون بازیکن باید در هنگام بازجویی به حالات چهره متهم دقت کند و متوجه دروغ یا راست بودن حرف وی شود. لس آنجلس سیاه اولین بازی ویدئویی بود که در جشنواره فیلم ترایبکا به‌نمایش گذاشته شد. پس از عرضه، این بازی تحسین فراوانی را به دلیل پیشرفتش در داستان‌گویی و فناوری اسکن حالات چهره دریافت کرد. در فوریه ۲۰۱۲، از هر دو نسخه رایانه شخصی و کنسول مجموعاً در حدود پنج میلیون نسخه به بازار عرضه شده بود. لس آنجلس سیاه: پرونده‌های واقعیت‌مجازی، نسخه‌ای از پرونده‌های بازی برای سربند واقعیت مجازی بود که از اچ‌تی‌سی وایو پشتیبانی می‌کرد و در ۱۵ دسامبر ۲۰۱۷ عرضه شد.

## روند بازی
لس آنجلس سیاه یک بازی اکشن-ماجراجویی نئو-نوآر جنایی با دید سوم شخص است. بازیکن باید پرونده‌هایی—سناریوهای خطی با اهداف مشخص—را برای پیشرفت در داستان کامل کند. بازی همچنین قابلیت گشت و گذار آزاد در محیط جهان باز بازی را ارائه می‌دهد، که در این حالت بازیکن می‌تواند در فعالیت‌های جانبی هم شرکت کند. نقشه بازی حاوی تعدادی مکان دیدنی و مهم است که تمام آن‌ها برپایه بناهای تاریخی و مهم لس آنجلس در دهه ۱۹۴۰ میلادی طراحی شده‌اند.
لس آنجلس سیاه در لس آنجلس سال ۱۹۴۷ اتفاق می‌افتد و بازیکن در نقش یک افسر اداره پلیس لس‌آنجلس، و بعدتر، کارآگاه کول فلپس قرار می‌گیرد. بازی با نشان دادن فلپس به عنوان یک مأمور گشت‌زنی پلیس شروع می‌شود، و پیشرفت شغلی او در بخش اداری پلیس در حوزه ترافیک، قتل، فساد و آتش‌زنی را به تصویر می‌کشد. هر مقام (میز) جدید به بازیکن همکار تازه‌ای اضافه می‌کند که در تحقیقات فلپس در برخی جرائم و پرونده‌های مخصوص، او را یاری خواهد کرد. بازی، بازیکن را مسئول پرونده‌هایی که باید حل کنند می‌گذارد. بعد از پایان هر پرونده، بازیکن امتیازی از ۱ تا ۵ را بر اساس پیشرفتش در بازجویی و جستجو برای مدارک و سرنخ‌ها دریافت می‌کند. در برخی پرونده‌ها، در هنگام جستجوی محل برای پیدا کردن سرنخ، بازیکن می‌تواند روزنامه‌ها را هم پیدا کند. در کنار نمایش داستان، روزنامه‌ها اجازه دسترسی به یک صحنه سینمایی کوتاه را می‌دهند که نشان‌دهنده بخشی از داستان کلی بازی یا یک فلش‌بک به خاطرات فلپس از جنگ هستند. به‌طورکلی، در بازی ۱۳ روزنامه وجود دارد. با نزدیک شدن بازیکن به پایان آخرین میز (مقام)، شخصیت اصلی به کارآگاه شخصی‌ای به نام جک کلسو تغییر پیدا می‌کند. این شخصیت در بیشتر اوقات باقی‌مانده از بازی به عنوان شخصیت قابل‌کنترل قرار می‌گیرد.
بازجویی از مظنونین و شخصیت‌های غیرقابل کنترل بازی به خوبی یا به عبارتی به زیبایی شکل گرفته به طوری که حس می‌کنید کارآگاهی واقعی هستید و شامل ۳ گزینه می‌شود: ۱-صحیح ۲-شک و ابهام ۳-دروغ. بازیکن با توجه به مدارک و شواهدی که از طریق محیط و گشت و گذار در آن و همچنین صحبت با شخصیت‌های غیرقابل کنترل به دست آورده، باید تصمیم بگیرد که آیا مظنون دارد دروغ می‌گوید یا راست؛ بازیکن می‌تواند با استفاده از دفترچهٔ خود مدارک را بررسی کرده و اگر فردی را متهم به دروغ گویی کرده، با استفاده از آن مدارک دروغ‌گویی او را اثبات کند؛ همچنین نباید بدون مدرک فردی را متهم به دروغ گویی کرد چون این گونه اعتبار شخصیت اصلی را زیر سؤال رفته و بازیکن با برخورد خشن و عصبانی مظنون روبه رو خواهد شد.

## داستان
کول فلپس(Cole Phelps) یک سرباز قدیمی است که وارد بخش ترافیک و مسائل قتل و جنایات که در 1947 رخ می‌دهد می‌شود. بازی از کتاب بسیار معروف نویسندهٔ بزرگ جیمز الروی فلکر الهام گرفته شده‌است. بازی به راستی روایتگر یک داستان غنی و زیباست به طوری که هر بخش از مکالمات آن میان (شخصیت‌های غیر کنترل بازی) مهم بوده و کمک به سزایی به حل پرونده‌ها می‌کند. همان‌طور که اشاره شد داستان بازی از کتاب نویسندهٔ معروف جیمز الروی که نام آن (L.A.noire و L.A.confidential) هست الهام گرفته شده‌است، که خود مک نامارا (نویسنده و کارگردان بازی) به آن اشاره کرده بود؛ پس بر این اساس، تمامی پرونده‌ها و اماکن بازی براساس وقایع آن سال‌ها یعنی دههٔ ۴۰ تا ۵۰ میلادی اتفاق افتاده‌است. برای مثال در یکی از مراحل بازیکن مسئول حل پروندهٔ مشکوکی می‌شود و باید از فردی بازجویی کند؛ اگر موفق از بازجویی بیرون آید یا از همان اتاق بازجویی مورد تشویق رئیس خود قرار می‌گیرد، اما اگر بازجویی درست صورت نگیرد و به نتیجهٔ درستی نرسد، با یک سرکوفت از او پذیرایی می‌شود؛ به‌طور مثال رئیس این سه جمله را با عصبانیت بازگو می‌کند: «تو منو ناامید کردی پسر.»